# ミューミューランチBOX
ミューミューランチBOX（ミューミューランチボックス）は2003年10月～2004年9月にラジオ日本で月曜～木曜12:00～14:45に放送されたラジオ番組。

## 概要
前身の「日テレラジオ 女子アナミュージックミュージアム」から発展したもので、放送開始時間も30分繰り上げ12:00から、放送時間も20分拡大した。内容はほとんど変わっていない。
番組終了後、日本テレビ女性アナウンサーがメインパーソナリティーの平日帯ワイド番組は昼から朝（6:30～9:00）へ移り、「いってらっしゃ〜い!」というタイトルで現在にたる。また同時間枠の後番組は2003年～2004年のナイターオフの夜にレギュラーとして放送、その後のナイター期間中はレインコート番組として不定期に放送していた「ミュージック・パワーステーション」が昼間に枠移動し、再びレギュラーとなり、現在に至る。

## パーソナリティー
- 月曜日・魚住りえ（放送期間中の2004年1月に後輩アナと結婚し、3月に日テレを退社）
- 火曜日・河本香織
- 水曜日・角田久美子（人事異動により降板）→山下美穂子
  - 山下美穂子担当から程なくしてサポーターとして斉藤リョーツが加わる。
- 木曜日・大杉君枝

| アール・エフ・ラジオ日本 月～木曜12:00～12:30        | アール・エフ・ラジオ日本 月～木曜12:00～12:30 | アール・エフ・ラジオ日本 月～木曜12:00～12:30 |
| 前番組                                               | 番組名                                        | 次番組                                        |
| ---------------------------------------------------- | --------------------------------------------- | --------------------------------------------- |
| 12:00 読売新聞ニュース 12:10 こんにちは!鶴蒔靖夫です | ミューミューランチBOX                         | ミュージック・パワーステーション              |
| アール・エフ・ラジオ日本 月～木曜12:30～14:45        |                                               |                                               |
| 日テレラジオ 女子アナミュージックミュージアム        | ミューミューランチBOX                         | ミュージック・パワーステーション              |